# Enrico Calamai
Enrico Calamai (Roma, 24 giugno 1945) è un diplomatico italiano, detto “lo Schindler di Buenos Aires”, per esser riuscito a mettere in salvo più di trecento perseguitati dal regime militare argentino, ufficialmente documentati o in base a testimonianze di sopravvissuti..

## Biografia
Dopo gli studi in Economia e commercio, entra nella carriera diplomatica e presta servizio in Spagna e in Italia.
Nel 1972 è destinato a Buenos Aires, come vice-console italiano. L'anno seguente è in missione in Cile, dove si era verificato il golpe del generale Pinochet, e riuscì a ottenere il trasferimento in Italia di 412 rifugiati nell'ambasciata italiana (tra i quali cinquanta bambini), che hanno chiesto asilo politico.
Nel 1976, Calamai è nuovamente a Buenos Aires dove, con l'aiuto del giornalista del Corriere della Sera Giangiacomo Foà e del sindacalista Filippo Di Benedetto, riesce a mettere in salvo e a far espatriare centinaia di oppositori politici del regime, mettendo a repentaglio la propria vita. Infatti, ai tempi della dittatura militare argentina, la maggior parte di coloro che si opponevano alla politica di Jorge Rafael Videla e della sua giunta entravano a far parte della lunga schiera dei sequestrati, torturati e assassinati, in molti casi lanciati vivi nell'Oceano Atlantico o nel Río de la Plata con i cosiddetti voli della morte, rimase in Argentina fino al 1978. Promosso console, è quindi destinato dal 1982 al 1987 in Nepal e poi in Afghanistan, prima di essere collocato a riposo.
Enrico Calamai ha dichiarato di aver sempre e solo fatto ciò che riteneva opportuno, spesso scontrandosi con le logiche burocratiche del consolato e con la mancata presa di posizione da parte del governo italiano di allora, che preferiva una politica di comodo con le istituzioni argentine, lasciandolo solo a salvare centinaia di innocenti. Contribuì a condannare militari argentini, testimoniando contro di loro al processo. Nel 2000, in Italia, testimoniò nei procedimenti penali contro otto militari argentini responsabili della morte di cittadini italiani durante il regime.
Ha portato a conoscenza dei giovani la propria testimonianza, girando per scuole, università e manifestazioni e presentando più volte il proprio libro Niente asilo politico.
Calamai è stato tra i fondatori del Comitato per la promozione e la protezione dei diritti umani. È stato decorato con l'Orden del Libertador General San Martín, il 10 dicembre 2004, nell'ambasciata della Repubblica Argentina in Italia. A lui è stata dedicata una puntata di La storia siamo noi intitolata: Enrico Calamai. Un eroe scomodo.
Dal 2010 è onorato al Giardino dei Giusti di Milano.
Durante le elezioni politiche in Italia del 2022 viene candidato da Unione Popolare al Senato, senza risultare eletto in quanto la lista non supera la soglia di sbarramento. A dicembre 2024 viene annunciata la sua adesione al Partito della Rifondazione Comunista.

## Opere
Enrico Calamai ha descritto la sua esperienza della dittatura militare argentina in due pubblicazioni: Faremo l'America e Niente asilo politico. La prima opera è una raccolta di impressioni, scritte dal punto di vista di un funzionario del Consolato italiano che ogni giorno ascolta le richieste, i drammi, le problematiche, le speranze di cittadini italiani che tutti i giorni si presentano in consolato, ognuno con la propria storia. È scritto con una tecnica di scrittura creativa. Il pensiero dell'ascoltatore (il Console) si fonde con le parole dell'interlocutore (il cittadino), in una dimensione spazio temporale che cerca un significato e una via di fuga.
Niente asilo politico è un diario dell'esperienza di Calamai in America meridionale. Ha inizio nel 1972, anno in cui arriva a Buenos Aires, presso il consolato italiano. Giovane funzionario, di lì a poco è inviato in Cile, dove ha modo di conoscere e vivere il regime totalitario di Augusto Pinochet, a fianco dei rifugiati presso l'ambasciata italiana. Richiamato in Argentina, descrive l'attività svolta tra salvati e sommersi, l'omertà del governo italiano e del consolato, l'assurda barbarie dei militari, i desaparecidos, la tenacia e l'eroismo delle madri di Plaza de Mayo.

## Nella cultura di massa
Le vicende personali di Calamai hanno ispirato una miniserie televisiva in due puntate, Tango per la libertà, andata in onda su Rai 1 nel 2016 e diretta da Alberto Negrin.